# You Are My Sunshine
„You Are My Sunshine” – popularna piosenka, nagrana po raz pierwszy w 1939 roku. Została ona uznana za jedną z piosenek stanowych amerykańskiego stanu Luizjana, do czego przyczynił się były gubernator Luizjany i jednocześnie muzyk country Jimmie Davis, współautor „You Are My Sunshine”.
W 2003 roku Country Music Television umieściła piosenkę na miejscu #73 listy 100 największych piosenek w muzyce country.

## Historia
Piosenka po raz pierwszy nagrana została 22 sierpnia 1939 roku przez The Pine Ridge Boys. Jako drugi, 13 września 1939 roku, nagrał ją zespół The Rice Brothers Gang. Autorem trzeciej wersji był Jimmie Davis, który nagrał utwór 2 lutego 1940 roku.
Davis oraz Charles Mitchell uznawani są za twórców „You Are My Sunshine”. Davis nabył prawa do piosenki od Paula Rice’a i przypisał je sobie, co było popularnym zjawiskiem w przedwojennym przemyśle muzycznym. Niektóre wczesne wersje utworu jako jego współautorów wymieniają jednak The Rice Brothers. Według części źródeł jednym z twórców piosenki był Pud Brown, który miał być odpowiedzialny za pierwsze aranżacje „You Are My Sunshine”.
Jimmie Davis przyznał, iż był bardzo entuzjastycznie nastawiony do piosenki, ale bezskutecznie próbował namówić do jej nagrania wytwórnie płytowe. Dopiero po kilku miesiącach udało mu się nagrać własną wersję utworu. Wykonanie Davisa cieszyło się dużą popularnością, a jego covery stworzyło wielu artystów, w tym m.in. Bing Crosby i Gene Autry.
Davis swe silne powiązania z piosenką przedstawił podczas kampanii wyborczej, gdy ubiegał się o fotel gubernatora stanu Luizjana. Wykonywał on „You Are My Sunshine”, siedząc na koniu o imieniu Sunshine, w trakcie każdego przedwyborczego wystąpienia. Autoryzowana biografia muzyka, opublikowana w 1987 roku, w tytule zawiera nazwę piosenki – Are My Sunshine: The Jimmie Davis Story.
Truman Capote przyznał w wywiadzie udzielonym w 1974 roku, że „You Are My Sunshine” jest jego ulubioną piosenką country.

## Nagrania piosenki
"You Are My Sunshine” nagrywana była przez setki muzyków. Stała się ona standardem dla artystów wykonujących trad jazz, a także zyskała miano standardu muzyki country. Utwór wykonywany był również przez wykonawców rock and rollowych, wśród których byli Tony Sheridan i Bill Haley & His Comets. Wersja Haleya nagrana została w 1969 roku, a wokalistą był gitarzysta basowy grupy. Papa Winnie stworzył rapowy remiks utworu. Część piosenki „Super Sunshine” malezyjskiego piosenkarza Gary’ego Chawa bazuje na tekście oraz muzyce „You Are My Sunshine”. Pod koniec lat 60. soulową wersję utworu nagrał zespół Dyke & the Blazers. Soulowy piosenkarz Steph Jones nagrał „You Are My Sunshine”, łącząc oryginalną melodię z współczesnymi trendami w produkcji muzyki popularnej oraz R&B. Piosenkę nagrali również m.in.: Johnny Cash, Bob Dylan, Ray Charles i Aretha Franklin.
Najpopularniejszym wykonaniem „You Are My Sunshine” jest wersja Raya Charlesa. Uplasowała się ona na miejscu #7 Billboard Hot 100 i odniosła duży sukces komercyjny.
W 2014 roku utwór „You Are My Sunshine” znalazł się na płycie „Blues Live in Poznań” duetu Pilarska & Gąszewski.

## Popularność w mediach
Piosenka wykorzystywana była w bardzo wielu filmach, programach telewizyjnych, a także reklamach telewizyjnych i radiowych. Pojawiła się ona w filmie Primary Colors (1996) oraz w obrazie braci Coen O Brother, Where Art Thou (2000), a następnie w filmie „Siedem żyć” (2006). W odcinku „Someone to Watch Over Me” serialu telewizyjnego Star Trek: Voyager Doktor wykorzystał piosenkę, by nauczyć Siedem z Dziewięciu, czym jest muzyka. Poza tym utwór pojawił się w serialach: Drużyna A, The Fresh Prince of Bel-Air, a także Queer as Folk. Piosenkarz Brother Love stworzył cover „You Are My Sunshine” do reklamy samochodów Saturn. Piosenka była kilkakrotnie słyszana w serialu Cuda w odcinku zatytułowanym „You Are My Sunshine”. Utwór wykorzystany został również w serialu Ally McBeal.
Piosenka znalazła się również na soundtracku filmu Mr. & Mrs. Smith z Bradem Pittem i Angeliną Jolie w rolach głównych.
Garrison Keillor zazwyczaj wykonuje „You Are My Sunshine” w swoim programie radiowym A Prairie Home Companion.
W jednym z odcinków The Muppet Show piosenkę śpiewał Waldorf. Statler myślał, iż była ona skierowana do niego i odpowiedział: „I'm not your son, and my name's not Shine!” („Nie jestem twoim synem i nie nazywam się Shine!”).
Utwór pojawił się także w serii książek Tunele Rodericka Gordona i Briana Williamsa, często śpiewany przez jedną z bohaterek, Rebecę.

## Hymn sportowy
Fani wielu drużyn sportowych, w tym m.in.: Wigan Athletic F.C., Portland Timbers, York St John University, Middlesbrough F.C., Västerås SK, a także Sydney FC, śpiewają „You Are My Sunshine” nim gracze wyjdą na boisko i zaczną grać. Jednocześnie kibice zamieniają często „Sunshine” na nazwę drużyny.
Kibice Preston North End F.C. wykonali piosenkę na cześć francuskiego piłkarza Youla Mawéné, podczas gdy fani klubów Liverpool F.C. oraz Manchester United F.C. stworzyli własne wersje „You Are My Sunshine” na cześć Luisa Garcíi i Ole Gunnara Solskjæra. Nowe wersje utworu stworzyli również kibice szkockiej drużyny Celtic F.C. w hołdzie dla Henrika Larssona oraz fani holenderskiego klubu Heerenveen na cześć Afonso Alvesa.